# Farès Ziam
Farès Ziam (ur. 21 marca 1997 w Vénissieux) – francuski kick-bokser i zawodnik mieszanych sztuk walki (MMA) wagi lekkiej. Obecny zawodnik Ultimate Fighting Championship (UFC).

## Życiorys
Urodzony w 1997 roku w rodzinie francusko-algierskiej, od młodych lat był fanem mieszanych sztuk walki i brazylijskiego jiu-jitsu. Wiele osób jego w jego rodzinie było zaangażowanych byli w sporty walki. Jego ojciec, Taïeb, były zawodowy bokser, który w 2000 roku zakończył karierę. Jego ojczym trenował brazylijskie jiu-jitsu, a jego dwaj bracia boks tajski. W wieku 12 lat Ziam rozpoczął treningi sztuk walki. W wieku 13 lat raz lub dwa razy w tygodniu trenował brazylijskie jiu-jitsu, kickboxing i MMA. W późniejszym czasie dołączył do klubu Ezbiri w Villeurbanne, aby zawodowo skupić się na MMA.

## Kariera MMA

### Wczesna kariera
Rozpoczynając swoją profesjonalną karierę w MMA w 2014 roku, ustanowił rekord 10–2, walcząc głównie na regionalnej scenie europejskiej, zdobywając przy okazji mistrzostwa organizacji HIT i LFC w wadze lekkiej.

### UFC
Ziam zadebiutował w amerykańskiej organizacji 7 września 2019 roku, zastępując Magomieda Mustafajewa w walce przeciwko Donowi Madge’owi na gali UFC 242 w Abu Zabi, w Zjednoczonych Emiratach Arabskich. Przegrał walkę jednogłośną decyzją sędziów.
W drugiej walce dla amerykańskiego giganta zmierzył się z Jamiem Mullarkeyem na UFC Fight Night: Ortega vs. The Korean Zombie 18 października 2020 r. Wygrał walkę jednogłośną decyzją.
12 czerwca 2021 roku na UFC 263 stoczył walkę z Luigim Vendraminim. Wygrał walkę większościową decyzją sędziów.
20 listopada 2021 roku na UFC Fight Night 198 miał zmierzyć się z Terrancem McKinneyem, jednak jeden z trenerów McKinneya zaraził się wirusem Covid-19 w dniu walki, przez co została ona przeniesiona na galę 26 lutego 2022 roku. Ziam przegrał walkę przez poddanie w pierwszej rundzie.
3 września 2022 roku na UFC Fight Night 209 skrzyżował rękawice z Michałem Figlakiem. Wygrał walkę jednogłośną decyzją sędziów.
22 lipca 2023 roku na UFC on ESPN+ 82 zmierzył się z Jaiem Herbertem. Wygrał walkę jednogłośną decyzją.
Podczas UFC Fight Night 237, które odbyło się 24 lutego 2024 w Meksyku doszło do jego walki z Claudio Puellesem. Pojedynek zwyciężył przez niejednogłośną decyzję sędziowską.
Siedem miesięcy później podczas gali UFC Fight Night: Moicano vs. Saint Denis, która odbyła się 28 września 2024 w Paryżu znokautował kolanem Matta Frevolę. Po walce został nagrodzony przez organizację pierwszym bonusem za najlepszy występ wieczoru.
1 lutego 2025 roku na gali UFC Fight Night: Adesanya vs. Imavov w Rijadzie zmierzył się z Mikiem Davisem. Kilka dni przed wydarzeniem z powodu wypadnięcia pojedynku Ikrama Aliskierowa z Andre Munizem walka Ziama z Amerykaninem awansowała do głównej karty gali. Po trzech rundach sędziowie orzekli jednogłośnie zwycięstwo Ziama w stosunku 3 x 30-27. 

## Osiągnięcia

### Mieszane sztuki walki
- Lyon Fighting Championship
  - 2016: Mistrz LFC w wadze lekkiej[24]
- HIT Fighting Championship
  - 2018: Mistrz HIT w wadze lekkiej[25]
- MMAjunkie.com
  - 2024: Nokaut miesiąca wrzesień vs. Matt Frevola[26]

### Kick-boxing
- International Sport Karate Association
  - 2015: Mistrz Europy ISKA K-1 w wadze półśredniej (-72,5 kg)

## Lista zawodowych walk w MMA
| Wynik     | Bilans | Przeciwnik (bilans przed walką) | Rozstrzygnięcie                             | Runda | Czas | Rozgrywki                                     | Data       | Miejsce     | Uwagi                                                          |
| --------- | ------ | ------------------------------- | ------------------------------------------- | ----- | ---- | --------------------------------------------- | ---------- | ----------- | -------------------------------------------------------------- |
| Wygrana   | 17-4   | Mike Davis (11-2)               | Decyzja (jednogłośna)                       | 3     | 5:00 | UFC Fight Night: Adesanya vs. Imavov          | 01.02.2025 | Rijad       |                                                                |
| Wygrana   | 16-4   | Matt Frevola (11-4-1)           | KO (kolano)                                 | 1     | 2:59 | UFC Fight Night: Moicano vs. Saint Denis      | 28.09.2024 | Paryż       | Bonus za występ wieczoru                                       |
| Wygrana   | 15-4   | Claudio Puelles (12-3)          | Decyzja (niejednogłośna)                    | 3     | 5:00 | UFC Fight Night: Moreno vs. Royval 2          | 24.02.2024 | Meksyk      |                                                                |
| Wygrana   | 14-4   | Jai Herbert (12-4-1)            | Decyzja (jednogłośna)                       | 3     | 5:00 | UFC Fight Night: Aspinall vs. Tybura          | 22.07.2023 | Londyn      |                                                                |
| Wygrana   | 13-4   | Michał Figlak (8-0)             | Decyzja (jednogłośna)                       | 3     | 5:00 | UFC Fight Night: Gane vs. Tuivasa             | 03.09.2022 | Paryż       |                                                                |
| Przegrana | 12-4   | Terrance McKinney (11-3)        | Poddanie (duszenie zza pleców)              | 1     | 2:11 | UFC Fight Night: Makhachev vs. Green+         | 26.02.2022 | Las Vegas   |                                                                |
| Wygrana   | 12-3   | Luigi Vendramini (9-1)          | Decyzja (większościowa)                     | 3     | 5:00 | UFC 263                                       | 12.06.2021 | Glendale    |                                                                |
| Wygrana   | 11-3   | Jamie Mullarkey (12-3)          | Decyzja (jednogłośna)                       | 3     | 5:00 | UFC Fight Night: Ortega vs. The Korean Zombie | 18.10.2020 | Abu Zabi    |                                                                |
| Przegrana | 10-3   | Don Madge (8-3-1)               | Decyzja (jednogłośna)                       | 3     | 5:00 | UFC 242                                       | 07.09.2019 | Abu Zabi    | Debiut w UFC                                                   |
| Wygrana   | 10-2   | Yassine Belhadj (5-1)           | Poddanie (duszenie gilotynowe)              | 3     | 1:05 | European Beatdown 5                           | 02.02.2019 | La Louvière |                                                                |
| Wygrana   | 9-2    | Julio Matos (4-0)               | Decyzja (jednogłośna)                       | 3     | 5:00 | European Beatdown 4                           | 13.10.2018 | Mons        |                                                                |
| Wygrana   | 8-2    | Abner Lloveras (21-8-1)         | KO (cios pięścią)                           | 2     | 0:24 | HIT Fighting Championship 5                   | 10.03.2018 | Zurych      | Zdobył mistrzostwo HIT w wadze lekkiej                         |
| Wygrana   | 7-2    | Alexey Valivakhin (15-11)       | TKO (ciosy pięściami i łokcie)              | 1     | 3:01 | WWFC 8                                        | 27.09.2017 | Kijów       |                                                                |
| Wygrana   | 6-2    | Artem Tanshyn (9-8)             | TKO (łokcie)                                | 1     | 3:18 | Road To WWFC 4                                | 29.04.2017 | Kijów       |                                                                |
| Przegrana | 5-2    | Haotian Wu (23-10-1)            | Poddanie (duszenie zza pleców)              | 1     | 3:41 | Kunlun Fight MMA 7                            | 15.12.2016 | Pekin       |                                                                |
| Wygrana   | 5-1    | Damien Lapilus (13-6-1)         | KO (kopnięcie na głowę)                     | 1     | N/A  | Lyon Fighting Championship 7                  | 19.11.2016 | Lyon        | Debiut w wadze lekkiej. Zdobył mistrzostwo LFC w wadze lekkiej |
| Przegrana | 4-1    | Viskhan Magomadov (3-2)         | Poddanie (duszenie zza pleców)              | 1     | 3:58 | ACB 46: Olsztyński Legion                     | 24.09.2016 | Olsztyn     | Limit umowny do 72,1 kg                                        |
| Wygrana   | 4-0    | Laid Zerhouni (1-1)             | Poddanie (duszenie zza pleców)              | 3     | 2:32 | Gladiator Fighting Arena 3                    | 05.03.2016 | Nîmes       |                                                                |
| Wygrana   | 3-0    | Jean Dutriaux (3-1)             | Poddanie (duszenie trójkątne rękoma)        | 1     | 1:50 | 100% Fight 27                                 | 04.02.2016 | Paryż       | Debiut w wadze półśredniej                                     |
| Wygrana   | 2-0    | Dominic Yeo (0-0)               | TKO (ciosy pięściami)                       | 2     | 4:58 | WSFC 3: The Third Strike                      | 28.11.2015 | Dornbirn    |                                                                |
| Wygrana   | 1-0    | Guerra Mathias (2-0)            | Poddanie (dźwignia prosta na staw łokciowy) | 1     | 4:12 | Lyon Fighting Championship 4                  | 22.11.2014 | Lyon        | Debiut w MMA w wadze średniej                                  |